# Talara rubida
Talara rubida är en fjärilsart som beskrevs av William Schaus 1911. Talara rubida ingår i släktet Talara och familjen björnspinnare. Inga underarter finns listade i Catalogue of Life.